# Clemens Rehbein
Clemens Rehbein (Kassel, 11 novembre 1992) è un cantante e chitarrista tedesco.

## Biografia
Clemens Rehbein è nato a Kassel, capoluogo del Distretto governativo di Kassel, nella Germania centro-occidentale, l'11 novembre 1992, da padre tedesco e da madre britannica.

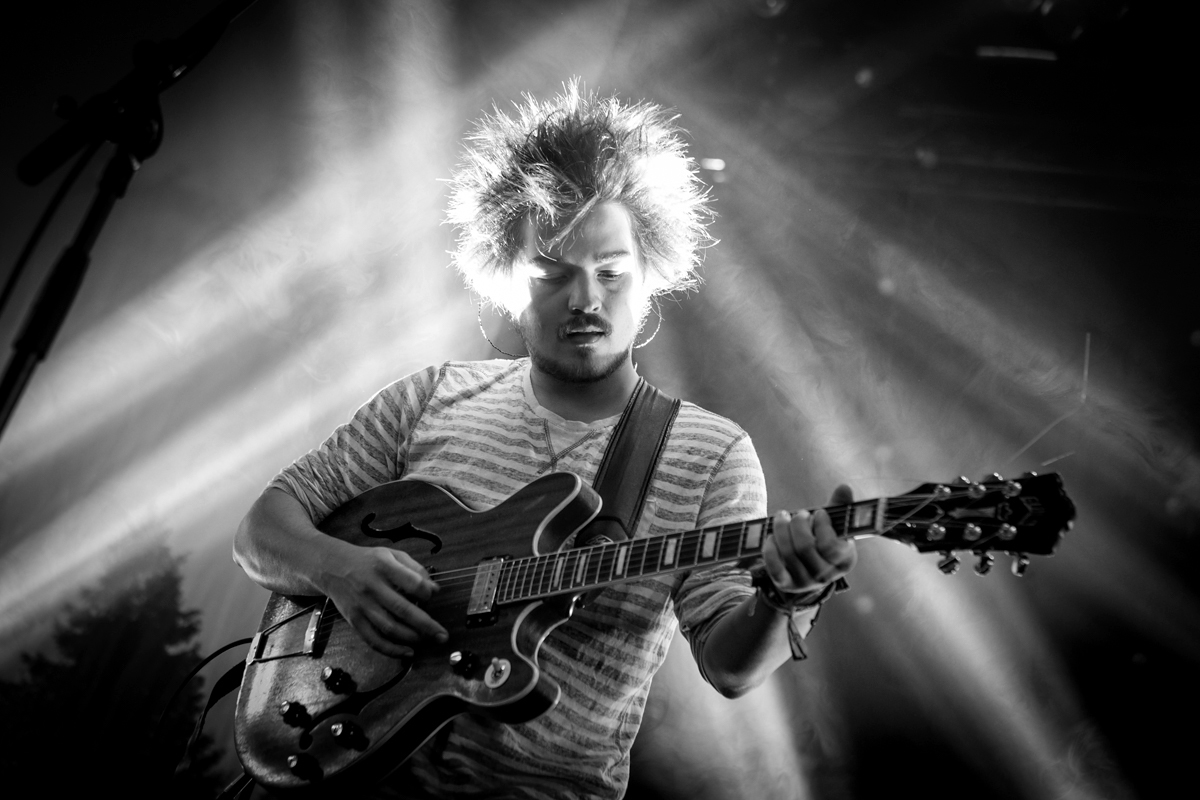
Clemens Rehbein

All'età di 15 anni, Clemens ha iniziato i suoi studi liceali presso la Jacob-Grimm-Schule, dove ha conosciuto il coetaneo Philipp Dausch, a quel tempo DJ già affermato nonostante la giovanissima età. Nel 2010 ha fondato insieme ad alcuni amici un quartetto musicale jazz chiamato Flores Tones.
Nel 2012 Clemens e Philipp hanno lanciato online numerosi materiali musicali, attirando molta attenzione, in particolare con il singolo Stolen Dance: nascevano così i Milky Chance. Il loro primo album (autoprodotto) del 2013 è stato Sadnecessary, ben accolto dalla critica sia per il singolo sopracitato sia per Down by the River, pubblicato con l'etichetta discografica Lichtdicht Records.
Nel maggio del 2013, i Milky Chance hanno cominciato il loro primo tour per la produzione dell'album, prendendo parte a numerosi festival tra i quali il Dockville Festival ad Amburgo. Avvieranno il loro primo tour europeo nel 2014. Nel 2015 la band ha annuncuato l'arrivo di un nuovo componente, Antonio Greger, polistrumentista in grado di suonare la chitarra, l'armonica e il basso. Nel 2015 il gruppo si è esibito al Coachella Valley Music e Arts Festival 2015.
Nel 2016, Clemens Rehbein è stato nel cast del film tedesco Die Mitte der Welt, tratto dal romanzo omonimo di Andreas Steinhöfel, interpretando il personaggio di Kyle.
Sempre nel 2016 i Milky Chance hanno inciso alcuni brani inediti, tra i quali spiccano Unknown song, che ha visto la collaborazione della musicista Paulina Eisenberg, e Nevermind. Dal 2016 Sebastian Schmidt si è aggiunto come membro del gruppo.
Il 15 febbraio 2017 la band ha annunciato la pubblicazione del secondo album in studio, Blossom.

## Discografia

### Milky Chance
- 2013 – Sadnecessary
- 2017 – Blossom
- 2019 – Mind The Moon

## Filmografia

### Cinema
- Die Mitte der Welt (2016)